# ジョージ・ワシントン・カーヴァー (原子力潜水艦)
|          |                                                  |
| 艦歴     |                                                  |
| 発注:    | 1963年7月29日                                    |
| 起工:    | 1964年8月24日                                    |
| 進水:    | 1965年8月14日                                    |
| 就役:    | 1966年6月15日                                    |
| 退役:    | 1993年3月18日                                    |
| その後:  | 原子力艦再利用プログラム                         |
| 除籍:    |                                                  |
| 性能諸元 |                                                  |
| 排水量:  | 7,250トン                                        |
| 全長:    | 129.5 m (425 ft)                                 |
| 全幅:    | 10 m (33 ft)                                     |
| 吃水:    | 10 m (33 ft)                                     |
| 機関:    | 原子力ギアード・タービン推進 GE S5W型原子炉 1基  |
| 最大速:  | 20 ノット                                        |
| 兵員:    | 各班士官、兵員100名                              |
| 兵装:    | 潜水艦発射弾道ミサイル16基 21インチ魚雷発射管4門 |

ジョージ・ワシントン・カーヴァー(USS George Washington Carver, SSBN/SSN-656)は、アメリカ海軍の原子力潜水艦。ベンジャミン・フランクリン級原子力潜水艦の9番艦。艦名はジョージ・ワシントン・カーヴァーに因む。その名を持つ艦としてはリバティ船の一隻以来2隻目。

## 艦歴
ジョージ・ワシントン・カーヴァーの建造は1963年7月29日にバージニア州ニューポート・ニューズのニューポート・ニューズ造船所に発注され、1964年8月24日に起工した。1965年8月14日にマリアン・アンダーソンによって進水し、1966年6月15日にブルー班艦長R・D・ドナヴァン大佐およびゴールド班艦長カール・J・リベル少佐の指揮下就役した。
整調後、ジョージ・ワシントン・カーヴァーの最初の哨戒は1966年12月12日に開始された。
ジョージ・ワシントン・カーヴァーのミサイル発射管は1991年に無効とされ、SSN-656 （攻撃型原子力潜水艦）へ艦種変更された。
ジョージ・ワシントン・カーヴァーは1993年3月18日にワシントン州ブレマートンのピュージェット・サウンド海軍造船所で退役し、原子力艦再利用プログラムに従って解体され、作業は1994年3月12日に完了した。